# John Conduitt
John Conduitt (8 de março de 1688 - 23 de maio de 1737) foi um membro do Parlamento britânico e mestre da Casa da Moeda que se casou com a sobrinha do cientista Isaac Newton, Catherine Barton. John também escreveu um esboço memorial de Newton e coletou materiais para uma biografia dele.

## Carreira
Em setembro de 1710, tornou-se juiz-advogado das forças britânicas em Portugal. Durante este tempo, manteve o Conde de Dartmouth informado sobre a corte portuguesa. Ele retornou a Londres em outubro de 1711 com Lord Portmore. No ano seguinte, foi feito capitão de um regimento dos dragões que serviam em Portugal, mas em setembro de 1713 foi nomeado vice-chefe de pagamentos das forças britânicas em Gibraltar. Esses cargos parecem ter sido remuneradores e, em maio de 1717, ele voltou para a Inglaterra rico. Em 1720, Conduitt adquiriu a propriedade e a casa em Cranbury Park, perto de Winchester.

## Parlamento e Casa da Moeda
Em junho de 1721, Conduitt foi eleito, por petição, como membro do Parlamento de Whitchurch, Hampshire, que representou durante a década de 1720 como um leal defensor do governo Whig de Robert Walpole. Conduitt teve um interesse ativo na administração do escritório de Isaac Newton como Mestre da Casa da Moeda nos últimos anos da vida de Newton, e após a morte de Newton em março de 1727, Conduitt o sucedeu no cargo.
Isaac Newton tendo morrido sem testamento, Conduitt foi nomeado pelos herdeiros de Newton para servir como executor do espólio de Newton. Conduitt coletou materiais para uma vida de Newton, alguns dos quais ele encaminhou para Bernard Le Bovier de Fontenelle, que os usou para preparar o obituário de Newton como membro estrangeiro da Academia Francesa de Ciências. John Newton, que como seu descendente vivo mais direto era herdeiro dos bens imóveis de Isaac Newton, teve que recorrer aos tribunais da Chancelaria para obter satisfação de Conduitt.
 

No início da década de 1730, Conduitt tornou-se um orador parlamentar relativamente proeminente, defendendo o governo em várias questões, incluindo a manutenção da Lei Septennial por Walpole. Em 1734, ele foi reeleito para o cargo, mas escolheu representar Southampton. Conduitt, juntamente com os deputados Sir John Crosse e George Heathcote, introduziram a Lei de Bruxaria de 1735, uma legislação esclarecida que aboliu a pena de morte para bruxaria. A lei marcou o fim definitivo da caça às bruxas na Grã-Bretanha, introduzindo uma pena máxima de um ano de prisão por fingir exercer poderes mágicos.